# 山形県立山辺高等学校
山形県立山辺高等学校（やまがたけんりつやまのべこうとうがっこう Yamagata Prefectural Yamanobe High School）は、山形県山辺町にある県立の高等学校である。

## 設置学科
- 食物科
- 福祉科
- 看護科

## 沿革
- 1948年5月3日 - 開校、定時制課程を設置。
- 1948年5月 - 長崎、大郷、金井分校を設置。
- 1952年4月1日 - 定時制課程家庭科を設置。
- 1956年4月1日 - 全日制課程家庭科を設置。
- 1959年3月6日 - 定時制課程家庭科を廃止。
- 1960年3月31日 - 金井分校を廃止。
- 1961年3月31日 - 大郷分校を廃止。
- 1962年3月31日 - 長崎分校を廃止。
- 1963年4月1日 - 家庭科を家政科と改称。
- 1967年4月1日 - 衛生看護科を設置。
- 1970年4月1日 - 専攻科（衛生看護）を設置。
- 1981年3月31日 - 定時制課程を廃止。
- 1986年4月1日 - 食物科を設置。
- 1996年4月1日 - 家政科を福祉科へ改編。
- 2002年4月1日 - 衛生看護科、専攻科（衛生看護）を5年一貫教育に移行し、看護科に改称。

## 部活動
- 運動部：柔道、バスケットボール、バレーボール、卓球、バドミントン、ソフトボール、ソフトテニス、陸上競技
- 文化部：マンドリン、報道、書道、茶道、華道、食物、被服、美術、演劇

## 校章・校歌
- 校章・校歌

## 最寄駅
- JR左沢線：羽前山辺駅より徒歩16分